# Anto Pervan
Anto Pervan (Lopatinac, Livno ?? - ), slikar
Školu za dekorativnu umjetnost i industrijsko oblikovanje završio je u Splitu. Diplomirao na Akademiji likovnih umjetnosti u Pragu na restauratorskom odsjeku, gdje završava i postdiplomski studij. 
Restaurirao je slikarska djela domaćih i inozemnih majstora. Od domaćih slikara restaurirao je 54 slikarska djela Gabrijela Jurkića, akademskog slikara iz Livna, za stalnu postavku Galeriji Franjevačkog samostana Gorica u Livnu. Pored portreta, slika pejsaže i mrtvu prirodu. Član je asocijacije restauratora Česke Republike i Hrvatskog društva likovnih umjetnika u Zagrebu. Živi u Žabljaku kraj Livna. Izlagao je samostalno i na brojnijm skupnim izložbama. 